# Forn de calç de la vall d'Arús
El Forn de calç de la vall d'Arús és una obra de Vallirana (Baix Llobregat) inclosa a l'Inventari del Patrimoni Arquitectònic de Catalunya.

## Descripció
Dos forns de costat, un amb coberta i l'altre sense. El que té coberta és més petit.
S'accedeix des de la pista que surt des de can Bogunyà a la font del Ginebró, quan arribem a un tram on hi ha uns camps llaurats a l'esquerra, hem d'agafar el segon trencall a l'esquerra i seguir per aquesta pista fins a arribar al forn.